# 黎巴嫩章克申 (肯塔基州)
黎巴嫩章克申（英語：Lebanon Junction），是美国肯塔基州的一座城市。面积约为14.8平方公里（5.7平方英里）。根据2010年美国人口普查，该市的人口为1,813人。